# Керем-Бен-Шемен
Керем-Бен-Шемен (ивр. כרם בן שמן‎) — мошав, расположенный в центральной части Израиля,  к востоку от города Лод. Административно относится к региональному совету Хевель Модиин.

## История
Мошав был создан в 1923 году, когда Бен-Шемен был разделен на две части, и в конечном итоге часть сельскохозяйственных ферм стали отдельным мошавом, который был назван «Керем-Бен-Шемен».

## Население
По данным Центрального статистического бюро Израиля, население на начало 2020 года составляло 85 человек.